# 멕시코 문학
멕시코 문학 (멕시코 文學)이 소위 독자적인 국민문학으로 형태를 갖추게 된 것은 19세기 전반의 낭만주의 시대 이후이다. 이 낭만주의도 1880년대에 들어가서는 쇠퇴하고, 시단(詩壇)은 혁신적 움직임을 보인다. 그 가운데에는 잡지 <청년>을 창간하여 멕시코 '근대파'의 형성에 공헌한 구티에레스 나헤라(1859-1895)가 전아(典雅)한 형식 가운데 근대적 감각을 불어넣은 시풍으로 뛰어나 있다. 또한 <흑진주>등에서와 같은 섬세하고 화려한 시풍으로부터 <작은 소리로> 등에서 보여 준 간결하고 내면적인 시풍으로의 전환을 보인 시인 아마도 네르보(1870-1919)도 간과할 수 없는 작가이다. 한편 산문으로는 1910년대 멕시코 혁명을 소재로 한 소설이 다수 탄생하는데, 그 중에서도 혁명의 와중에 있는 농민들의 모습을 염세적 관점에서 사실적으로 묘사한 <밑바닥 인생들>을 포함하여 국제적 명성을 얻은 마리아노 아수엘라(1873-1952)와 저널리스트적(的) 수법으로 지도층의 부패상이나 사회의 도덕적·사상적 퇴폐를 묘사한 <소리개와 뱀> <두목의 그림자> 등으로 알려진 루이스 구스만(1887- ? )이 뛰어나다.

## 참고 자료
- 이 문서에는 다음커뮤니케이션(현 카카오)에서 GFDL 또는 CC-SA 라이선스로 배포한 글로벌 세계대백과사전의 내용을 기초로 작성된 글이 포함되어 있습니다.